# Authie (Calvados)
Authie is een gemeente in het Franse departement Calvados (regio Normandië). De plaats maakt deel uit van het arrondissement Caen. Authie telde op 1 januari 2022 1.691 inwoners.

## Geografie
De oppervlakte van Authie bedroeg op 1 januari 2022 3,21 vierkante kilometer; de bevolkingsdichtheid was toen 526,8 inwoners per km².
De onderstaande kaart toont de ligging van Authie met de belangrijkste infrastructuur en aangrenzende gemeenten.

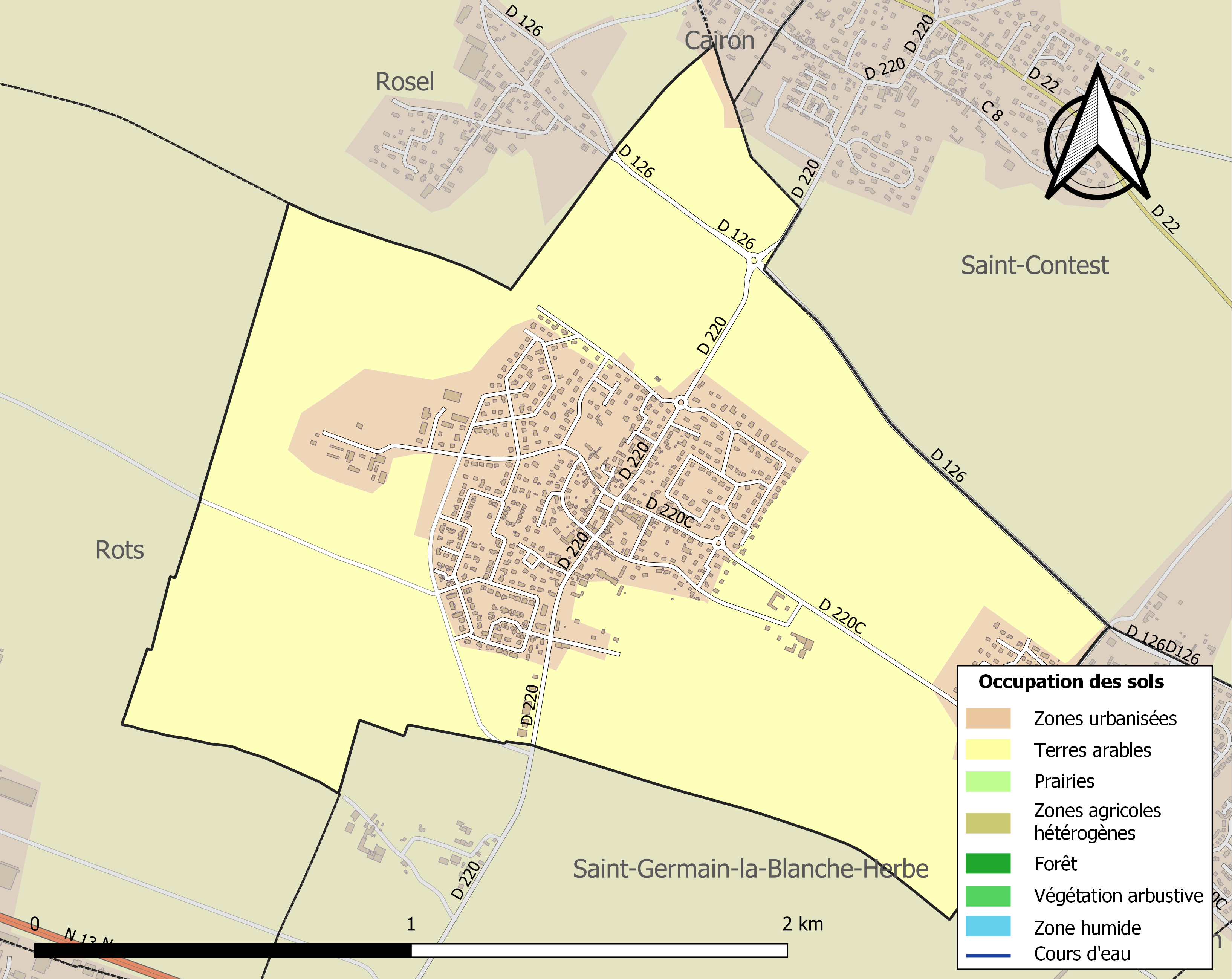

## Demografie
Onderstaande figuur toont het verloop van het inwonertal (bron: INSEE-tellingen).

Vanwege een beveiligingsprobleem met de MediaWiki Graph-software is het momenteel niet mogelijk deze grafiek weer te geven. Zodra de software is bijgewerkt zal de grafiek vanzelf weer zichtbaar worden.